# Schloss Hornberg (Hornberg an der Jagst)
Das Schloss Hornberg, ursprünglich als Hornburg oder als Burg Hornberg bezeichnet, ist eine stauferzeitliche Höhenburganlage in der Region Hohenlohe und wurde als Schildmauerburg errichtet. Nach ihrer teilweisen Zerstörung im Bauernkrieg wurden die wesentlichen Gebäude der Kernburg im Stil vorbarocker Schlösser wieder aufgebaut. Die Anlage befindet sich auf einem Bergvorsprung nördlich über der hier südwestlich fließenden Jagst, am Ortsrand des Dorfes Hornberg. Die früher selbständige Gemeinde Hornberg ist heute ein Stadtteil der Stadt Kirchberg an der Jagst, welche sich am gegenüberliegenden Jagstufer befindet, im Landkreis Schwäbisch Hall in Baden-Württemberg.

## Geographische Lage
Errichtet wurde die Spornburg auf einem 390,3 m ü. NN hohen Bergsporn, der von dem als Prallhang der Jagst entstandenen, sehr steilen Nordufer des Flusses und dem der Jagst zustrebenden, schluchtartig in die Hohenloher Ebene eingeschnittenen Tal des Steinbachs gebildet wird. Dadurch bietet diese Bergnase eine strategisch ideale Lage für eine Höhenburg.

## Geschichte
1216 erbauten die Edlen von Sulz die Burg Hornberg als Satellitenburg ihrer Stammburg, der Burg Sulz. Diese stand auf der gegenüberliegenden Seite der Steinbachklinge, auf einem Hügel über der Jagstfurt. Sie wurde 1525 im Bauernkrieg zerstört. Heute ist von ihr nur noch ein Burgstall erhalten.
Die Burg Hornberg wurde zur zusätzlichen Absicherung der durch die Steinbachklinge führenden Verbindungsstraße zwischen den Reichsstädten Hall und Rothenburg errichtet. Kurz darauf erbauten die von Sulz am anderen Jagstufer über der Furt die Burg Kirchberg, aus der das Schloss und die Stadt Kirchberg entstanden. Diese diente, zusammen mit der Burg Sulz, zur Sicherung des nur aus einer Furt bestehenden Jagstübergangs, durch welche die damals sehr wichtige Fernstraße führte. Alle drei Burgen waren staufische Reichsburgen.
In den Jahren nach dem Neubau der Burg entstand das Dorf Hornberg, das die Funktion einer Vorburg für die allein als Kernburg errichteten Burganlage übernahm.
Die Burgmannen auf Hornberg waren nahe Verwandte der Sulz und nannten sich nach der Burg Herren von Hornberg. Sie waren im 13. Jahrhundert rothenburgische Reichsministerialen.
Danach befand sich die Burg im Besitz mehrerer Eigentümer, war also eine Ganerbenburg. 1339 erwarb Albrecht von Hohenlohe-Uffenheim die Burg samt Herrschaft. Seit dem Jahr 1354 wurden die Herren von Crailsheim als Miteigentümer der Burg genannt. 1360 wurden die Befestigungsanlagen zur Absicherung der Burg errichtet. 1373 erhielt Gerlach von Hohenlohe vom Kaiser das Privileg, in Hornberg eine Stadt zu bauen und einen Wochenmarkt abzuhalten. Diese Rechte wurden allerdings aus finanziellen Gründen nie eingelöst. 1406 verpfändeten die Hohenlohe Hornberg an den Bischof von Würzburg. Seit 1504 erscheinen die von Crailsheim als alleinige Besitzer der Anlage und sind es bis heute. 1525 wurde die Burg im Bauernkrieg teilweise zerstört. In den folgenden Jahrzehnten wurde sie wieder aufgebaut und zum Renaissanceschloss umgebaut. 1588 wurde der Zwinger wieder errichtet und Wirtschaftsgebäude wurden erbaut. 1599 erfolgte der Neubau des Westflügels. 1647 wurde der äußere Burghof zu einem großzügig angelegten Schlossgarten umgestaltet.
1944/45 erlitt die Anlage erhebliche Schäden im Dachbereich durch den Zweiten Weltkrieg, welche aber durch die Eigentümer nach Ende des Krieges schnell wieder behoben werden konnten.

## Beschreibung

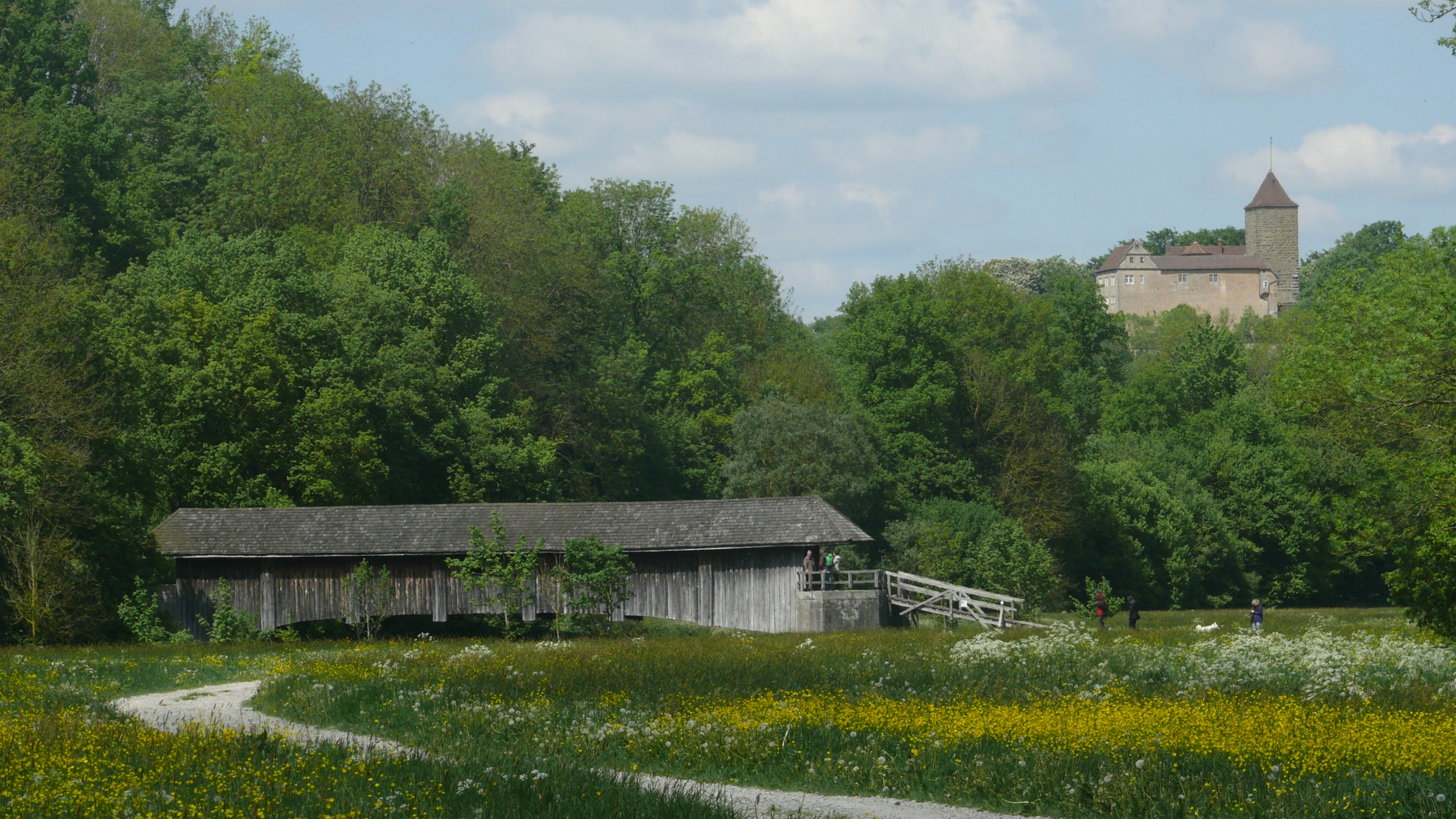
Ockenauer Steg vor Burg Hornberg

Die Burg Schloss Hornberg befindet sich auf einem nach drei Seiten steil abfallenden Bergvorsprung. Auf der Ostseite wird die Anlage durch einen breiten Halsgraben vom Berg und vom Dorf abgetrennt. Eine steinerne Brücke auf der Südseite der Bergnase, direkt am Steilufer zur Jagst, bildet den Zugang zur Burg. Etwa mittig des Halsgrabens steht der erhaltene, aus Buckelquadern errichtete Bergfried, der das Erscheinungsbild der ganzen Burg wesentlich prägt. Hinter dem Bergfried erhebt sich der Rest der Schildmauer. Durch ein in diese eingelassenes Tor erreicht man die Anlage. Als Fortsetzung der Ostmauer des Bergfrieds erhebt sich am Halsgraben die östliche Außenmauer des Wohngebäudes. Umschlossen wird die gesamte Anlage durch eine weitgehend erhaltene Ringmauer. Auf der Südseite wird die Kernburg durch eine hohe Hofmauer abgeschlossen. Auf der Nordseite der Anlage befindet sich ein großes Wohngebäude, das wohl aus dem ursprünglichen Palas entstanden ist. Im Westen wird die Kernburg durch einen im Renaissancestil errichteten Querbau abgeschlossen. Beide Gebäude werden durch einen großzügig bemessenen, barocken Treppenturm mit Portal im Innenhof miteinander verbunden. An der Bergspornspitze steht an der Ringmauer ein Wirtschaftsgebäude. Dazwischen befinden sich innerhalb der Ringmauer der als Schlossgarten angelegte äußere Burghof und der Zwinger.